# كولريان (ماساتشوستس)
كولريان (بالإنجليزية: Colrain, Massachusetts)‏ هي بلدة أمريكية تقع في الولايات المتحدة في مقاطعة فرانكلين (ماساتشوستس). يقدر عدد سكانها بـ 1,671 نسمة ومساحتها 112.4 كم2 و وترتفع عن سطح البحر 193 متر.